# 冷たい料理の熱い戦い
冷たい料理の熱い戦い（つめたいりょうりのあついたたかい DIE HEISSE SCHLACHTE am kalten Buffet）は、ドイツ生まれのボードゲーム。
双六のようにサイコロを振ってコマを進め、一周回る毎にグルメ皿と呼ばれるカードを獲得し、全てのグルメ皿が取られた時点でゲーム終了。獲得したグルメ皿の合計得点が最も高いプレイヤーが勝者となる。単純なルールではあるが、それ故気楽に楽しめ、パーティゲーム等に向く。  
- 作者はアレックス・ランドルフ（Alex Randolph）。
- 1990年にドイツのラベンスバーガー社から発売されたが、現在は絶版であり、入手は困難である。
- プレイ可能人数は2 - 6人。

## ゲームの概要
上記に上げた通り、シンプルなルールであるが、色々と工夫があり、楽しめるようになっている。
- サイコロを1個ずつ振る。一個のサイコロの出目を見てから、次のサイコロを振ることができる。サイコロは合計で3個まで振ることができ、複数個振った場合、出目の合計×個数だけ進む。但し、これは出目の合計が7までの時の話で、8以上になってしまうとスタートに戻される。 当然ながら、多くサイコロを振るほどリスクは高い。
- 一周するたびにグルメ皿が獲得できるが、ちょうどグルメ皿の前に止まれた場合、グルメ皿を2枚獲得できる。
- グルメ皿はそれぞれ得点が異なる。 高級そうな料理は高く（最高はロブスターの7点）、安そうな料理は低い（最低の1点は魚の骨や怪しげなキノコ〔既に料理ですらない〕）。
- 合計得点が同じプレイヤーが複数居る場合、グルメ皿の数が多い方が勝者となる（つまり、多く回れた方が有利となる）。
- 既に他のプレイヤーのコマがあるマスに止まると、その上に乗る事ができる。 乗っかったまま移動が出来、サイコロを振る数は上に乗ったプレイヤーが指定する。 また、これが一番重要なのだが、グルメ皿を獲得できるのは上に居るプレイヤーだけである。なるべく他のプレイヤーに上に乗られないよう、上に乗るようにするのが勝つポイントになる（もちろん結局は運次第だが）。

## 受賞歴
- 1990年 ドイツゲーム大賞（Auswahlliste）　ノミネート。